# Берайнци
Берайнци е село в Западна България. То се намира в община Трън, област Перник. Името на селото се произнася по следния начин - Бера̀йнци - с ударение на буквата "а". Старото наименование на селото е Бераинци - идва от Берая, западна форма на Берай.

## Произход на наименованието
Старото наименование на селото е Бераинци, предполага се че идва от лично наименование или родово наименование – Берая.

## География
Село Берайнци се намира в планински район, в подножието на Лешниковска планина, която е част от Краище. Намира се в Трънска котловина (Знеполе). Един от високите върхове на която е връх Берайнски Гудел (942 м.). До самото село е връх Кръст (803 м.). На няколкостотин метра от центъра на селото има и могила на 783,2 м надморска височина. Отстои на 82 км от гр. София, на 6 км от гр. Трън и на 14 км от ГКПП Стрезимировци.
През селото минава река Ерма. Почвите в самото село са канелени горски, а в долината около река Ерма са алувиално-ливадни. В района преобладават насажденията от бял бор. Над селото виреят диворастящи гъби и билки.
Днес селото се състои от стара част и вилна зона. Старото село е във високата част, а вилната зона, която е образувана 70-те години на ХХ век е под нея. В най-долната част на селото е разположен площадът и спирката на селото. Самият площад е своеобразно кръстовище за различните части на селото. През 2015 година пътят до селото бе напълно обновен, както и моста над река Ерма свързващ селото с главния път за София. Селото попада в Защитена зона „Руй“ за опазване на биологичното разнообразие на България.

## История
Според легендите селото се е намирало под връх Руй, а след това жителите са се преместили на сегашното място на селото. Преди много години в местността Побит камък е имало голям камък, който е бил побит на мястото, където е щяла да бъде границата със Сърбия, но един от местните се е изхитрил и през нощта е преместил мястото на камъка в село Стрезимировци. Землището на днешното село е обитавано от най-дълбока древност. Има следи от праисторическо селище – в м. „Завой“, на десния бряг на р.Ерма, на площ от около 10 дка. Тук са открити фрагменти с пластична декорация, характерна за халщатската епоха.
В м. „Мала Гарваница“, на около 5 – 6 км югозападно от селото, на северния планински скат, се намира праисторическото светилище. На западния откос на скалата е изрязан диск с диаметър 0,80 м. Свързва се от специалистите с култа към Слънцето. Недалеч от светилището, в местността „Плоча“, има друго праисторическо култово съоръжение – върху големи каменни плочи е издълбана паничка с диаметър 0,30 м.
Животът през античността тук е засвидетелстван от античното селище, изградено върху праисторическото в м. „Завой“ и от късноантично селище (IV-VI век сл. Хр.) – в м. „Гребулица“, на около 1 км северно от селото.
Днешното село Берайнци е старо средновековно селище. Вписано е като тимар в нахия Знепол под същото име с 10 домакинства и една вдовица още през 1447 г. По-късно, през 1606 г., то е вписано като Берайнче в списъците на войнуците към кааза Изнебул. Селото е било изградено върху късноантичното, свързано с металодобива.
Първото килийно училище в Знеполе е отворено през 1778 г. в с. Берайнци от Тричко Гусин. То съществувало почти до Освобождението, поддържано от неговите наследници. Това засвидетелства паметника при останките от него. В миналото жителите на Берайци са се занимавали с тухларство, керемидарство и дюлгерство. В землището на селото се намирала прочутата тогава кариера „Гарваница“ за добиване на камъка трахит.

## Забележителности
- Първото килийно училище в Трънско построено 1778 г.
- Късносредновековната църква про оброка Св. Георги
- Праисторическо селище в м. Завой
- Праисторическо селище м. Мала Гарваница
- Връх Берайнски гудел
- Плаж „Бентовете“ по течението на река Ерма
- Наблизо са още Ждрелото на река Ерма, Музей на Бусинската керамика в с. Бусинци, Музей на киселото мляко в с. Студен извор, Градски исторически музей гр. Трън, Скален параклис Св. Петка гр. Трън, Язовир Ярловци и много други.

## Религии
В селото има и останки от късносредновекованта църква в м. „Църквище“ при оброка свети Георги. Тя е била малка еднокорабна църква, аналогична на тези от късното средновековие в Горнострумските и Знеполските земи. Самият оброк е оформен от два обработени камъка. Основата е с правоъгълна форма, а по средата има отвор в който влиза вторият камък който е с трапецовидна форма и върху него е очертан кръст. Предстои изграждането на нов храм в селото.

## Редовни събития
Всяка година на 28 август, на деня на св. Богородица, е събора на селото. На този ден се почита и паметта на Тричко Гусин, построил училището.